# Jorge Neri
Jorge Neri Bonilla (Caracas, Venezuela, 1969) es abogado y empresario hispano-venezolano. Es el editor de la revista española Cambio16 desde 2013. Ha obtenido diversos premios y reconocimientos por su activismo medioambiental, entre ellos la Green Cross en la Conferencia de las Naciones Unidas frente al Cambio Climático (Egipto, 2022).

## Editor
Neri es abogado por el estado de Nueva York. Se licenció en Derecho en la Universidad Católica Andrés Bello (1992). Obtuvo el Máster en Jurisprudencia Comparada por la Universidad de Nueva York (1994), el título de Gestión de Negocios por la New York University Stern School of Business (1995) y el diploma en Negociación Comercial (Oxford University, 2006). Desde 2015 preside el Grupo EIG Multimedia y es editor jefe de la revista Cambio 16, fundada en 1971. 
Al frente de la revista Cambio16 ha impulsado los contenidos ambientales y humanistas y ha lanzado los premios “You are my hope”.En 2023 creó la Fundación Cambiemos, plataforma para el cambio personal, social y medioambiental. La fundación se presentó en Madrid en 2023 con la intervención de Sadhguru,  líder espiritual indio y defensor medioambiental, y Mario Alonso Puig, médico experto en inteligencia emocional.
Ha sido reconocido entre los 100 latinos más comprometidos con la Acción Climática por la ONG Sachamama, ubicada en Florida (Estados Unidos) en 2020 y 2021.  En 2020 recibió el premio de la World Jurist Association por su defensa de la democracia y la libertad de expresión. En 2022 recibió el “Climate Positive Awards 2022” de Green Cross Reino Unido en la 27ª Conferencia de las Naciones Unidas sobre el Cambio Climático.
En 2022, dentro de una línea de acción del gobierno de Venezuela contra el periodismo independiente, con más de 400 medios de comunicación cerrados, el gobierno de Venezuela emitió una orden de extradición contra Jorge Neri, acusándolo de delitos de peculado doloso propio, evasión de procesos licitatorios o falsa alegación, entre otros. Las imputaciones se fundamentan en una serie de reportajes de mala fe publicados en Diario16, propiedad de Manuel Domínguez para desacreditar y perjudicar tanto a Cambio16 como a Jorge Neri, adversario comercial y judicial. Domínguez y su empresa, Multimedia Ediciones Globales, fueron condenados, entre otras cosas, a la cancelación de la marca Diario16 y del dominio www.diario16.com, por el Tribunal de Marcas de la Unión Europea”.
El bufete jurídico Cremades & Calvo-Sotelo manifestó que “la intención del Estado de Venezuela no es otra que perseguir o castigar al Sr. Neri por sus opiniones políticas contrarias a sus autoridades”, por lo que sería motivación suficiente para denegar la extradición.